# Las Derrumbadas
Las Derrumbadas son dos domos volcánicos riolíticos en el oriente del estado de Puebla, en México. Llamadas comúnmente «Derrumbada Roja» o «de Fuego» (cima sur, 3480 m s. n. m.) y «Derrumbada Azul» o «de Agua» (cima norte, 3420 m s. n. m.), a veces se incluye un tercer monte, el cerro Pinto o «Derrumbada Blanca» (3000 m s. n. m.), que se localiza pocos kilómetros al norte y comparte características físicas con los otros dos.

## Ubicación
Las Derrumbadas se encuentran en los Llanos de San Juan, que son una cuenca endorreica de clima templado-semiárido del Eje Neovolcánico. Políticamente forman parte de los municipios de Guadalupe Victoria y San Nicolás Buenos Aires. La carretera federal 140 (Tepeaca-Veracruz) bordea la Derrumbada Azul por el noroeste.
En las inmediaciones se localizan varios de los objetos geográficos más interesantes del oriente del Eje Neovolcánico, como las lagunas de Totolcingo y El Salado; los maares de Atexcac, Alchichica, Las Minas y Quechulac; así como las famosas montañas Cofre de Perote (4200 m s. n. m.), Sierra Negra (4580 m s. n. m.) y el colosal Pico de Orizaba (5610 m s. n. m.).

## Actividad económica

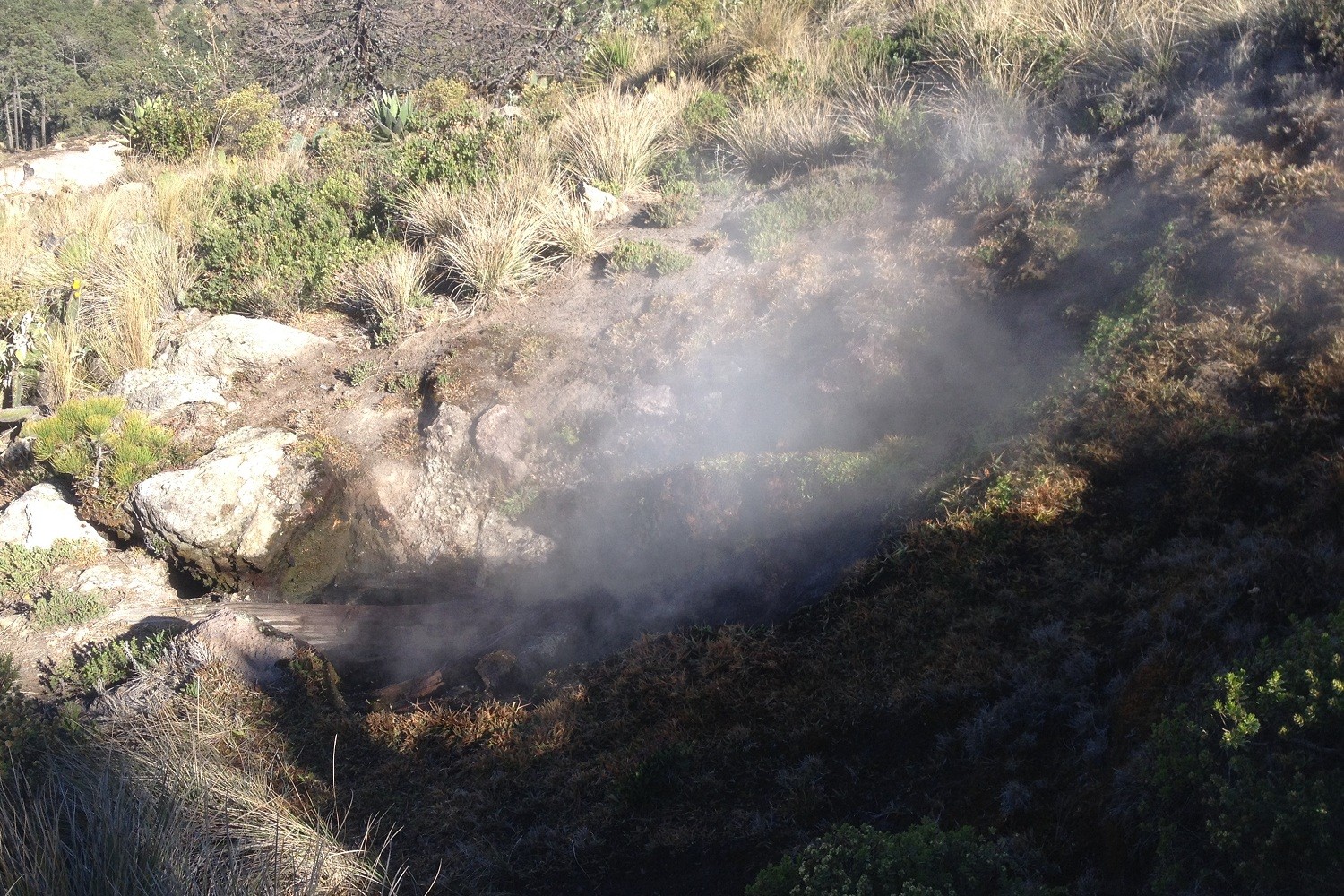
Campo fumarólico cerca de la cima de la Derrumbada Roja

La riolita de la que se componen las Derrumbadas son un importante material de construcción, por lo que varias empresas se han asentado a las faldas de los montes para extraer la piedra. De igual manera, los volcanes se han estudiado extensamente y propuesto como fuente de energía geotérmica debido a su actividad fumarólica, sobre todo de la Derrumbada Roja.

## Actividades recreativas
Las laderas soleadas de las Derrumbadas están cubiertas por un matorral xerófilo típico de las zonas semiáridas de México, con abundantes agavóideas y demás plantas suculentas. A mayor altitud, este ecosistema va dando paso a un bosque de pino-encino y, en las laderas de sombra de mayor altitud, a un bosque semifrío de oyamel.
Debido a la cercanía de varias altas montañas, las Derrumbadas son relativamente desconocidas como destino recreativo. No obstante, algunas asociaciones de senderismo como el CEMAC realizan ascensos periódicos a las Derrumbadas. Estas excursiones se ven dificultadas por las características del terreno, al tratarse de suelos escasamente consolidados y propensos a derrumbes.